# Каменный Дол
Каменный Дол — посёлок в Нефтегорском районе Самарской области. Входит в состав сельского поселения Утёвка.

## История
В 1973 г. Указом Президиума ВС РСФСР поселок отделения № 6 совхоза «Утевский» переименован в Каменный Дол.

## Население
| 2010 |
| ---- |
| 34   |